# Kija
Kija (rusky Кия) je řeka v Kemerovské a Tomské oblasti (dolní tok) v Rusku. Je 548 km dlouhá. Povodí má rozlohu 32 200 km².

## Průběh toku
Řeka pramení na východních svazích Kuzněckého Alatau. Na horním toku protéká úzkým skalnatým údolím. Po celé své délce směřuje převážně na severozápad. Ústí zleva do Čulymi (povodí Obu) na 376 říčním kilometru.

### Přítoky
- zleva – Kožuch, Antibes
- zprava – Ťažin, Čeť

## Vodní režim
Zdrojem vody jsou sněhové a dešťové srážky. Průměrný roční průtok vody u města Marijinsk činí přibližně 150 m³/s. Zamrzá v listopadu a rozmrzá v dubnu.

## Využití
Řeka je splavná.